# Birkirkara Football Club (femminile)
Il Birkirkara Football Club femminile è una squadra di calcio maltese di Birchircara, facente parte dell'omonimo club maschile. Milita nella L-Ewwel Diviżjoni Maltija, la massima serie del campionato maltese femminile di calcio.

## Palmarès
- Campionato maltese: 12

2006-2007, 2008-2009, 2009-2010, 2011-2012, 2012-2013, 2016-2017, 2017-2018, 2018-2019, 2019-2020, 2021-2022, 2022-2023, 2023-24
- Women's Knock-Out (Coppa maltese di calcio femminile): 12

1998-1999, 1999-2000, 2001-2002, 2002-2003, 2004-2005, 2006-2007, 2007-2008, 2008-2009, 2009-2010, 2010-2011, 2012-2013, 2013-2014
- Supercoppa maltese di calcio femminile: 3

2005, 2008, 2010

## Statistiche

### Risultati nelle competizioni UEFA
| Stagione | Competizione     | Fase                       | Avversario           | Risultato | Risultato | Risultato |
| Stagione | Competizione     | Fase                       | Avversario           | andata    | ritorno   | aggregato |
| -------- | ---------------- | -------------------------- | -------------------- | --------- | --------- | --------- |
| 2007-08  | UEFA Women's Cup | fase a gironi, primo turno | Bardolino Verona     | 0-16      | 0-16      | 0-16      |
| 2007-08  | UEFA Women's Cup | fase a gironi, primo turno | Athletic Club Bilbao | 0-16      | 0-16      | 0-16      |
| 2007-08  | UEFA Women's Cup | fase a gironi, primo turno | Krka                 | 1-5       | 1-5       | 1-5       |
| 2009-10  | Champions League | gironi di qualificazione   | 1º Dezembro          | 0-10      | 0-10      | 0-10      |
| 2009-10  | Champions League | gironi di qualificazione   | Brøndby              | 0-6       | 0-6       | 0-6       |
| 2009-10  | Champions League | gironi di qualificazione   | Cardiff City Ladies  | 1-10      | 1-10      | 1-10      |
| 2012-13  | Champions League | gironi di qualificazione   | Olimpia Cluj         | 0-8       | 0-8       | 0-8       |
| 2012-13  | Champions League | gironi di qualificazione   | 1º Dezembro          | 0-1       | 0-1       | 0-1       |
| 2012-13  | Champions League | gironi di qualificazione   | Glentoran            | 1-3       | 1-3       | 1-3       |
| 2013-14  | Champions League | gironi di qualificazione   | Twente               | 0-6       | 0-6       | 0-6       |
| 2013-14  | Champions League | gironi di qualificazione   | Glasgow City         | 0-9       | 0-9       | 0-9       |
| 2013-14  | Champions League | gironi di qualificazione   | Osijek               | 1-7       | 1-7       | 1-7       |
| 2017-18  | Champions League | gironi di qualificazione   | Minsk                | 0-8       | 0-8       | 0-8       |
| 2017-18  | Champions League | gironi di qualificazione   | Zurigo               | 0-5       | 0-5       | 0-5       |
| 2017-18  | Champions League | gironi di qualificazione   | Olimpia Lubiana      | 0-1       | 0-1       | 0-1       |

## Organico

### Rosa 2017-2018
Rosa e numeri come da sito UEFA.
| N. |                  | Ruolo | Calciatrice         |
| -- | ---------------- | ----- | ------------------- |
| 1  | Malta (bandiera) | P     | Janice Xuereb       |
| 2  | Malta (bandiera) | C     | Gabriella Zahra     |
| 3  | Malta (bandiera) | D     | Ann-Marie Said      |
| 4  | Malta (bandiera) | C     | Kimberly Parnis     |
| 5  | Malta (bandiera) | D     | Stefania Farrugia   |
| 6  | Malta (bandiera) | C     | Samantha Zarb       |
| 7  | Malta (bandiera) | D     | Mariah Sciberras    |
| 8  | Malta (bandiera) | C     | Tracy Teuma         |
| 9  | Malta (bandiera) | A     | Alishia Sultana     |
| 10 | Malta (bandiera) | A     | Sarah Urpani        |
| 11 | Malta (bandiera) | D     | Cassandra Camilleri |

| N. |                   | Ruolo | Calciatrice      |
| -- | ----------------- | ----- | ---------------- |
| 12 | Malta (bandiera)  | P     | Tonina Dimech    |
| 13 | Malta (bandiera)  | C     | Raina Giusti     |
| 14 | Malta (bandiera)  | D     | Maria Fenech     |
| 16 | Malta (bandiera)  | P     | Anthea Enriquez  |
| 17 | Malta (bandiera)  | C     | Yasmeen Vella    |
| 19 | Malta (bandiera)  | D     | Nicole Zammit    |
| 20 | Malta (bandiera)  | D     | Michela Felice   |
| 21 | Malta (bandiera)  | A     | Kelly Agius Pace |
| 24 | Serbia (bandiera) | D     | Jelena Sakic     |
| 27 | Malta (bandiera)  | D     | Sonia Schembri   |